# Чернівецький музей буковинської діаспори
Чернівецький музей буковинської діаспори — перший в Україні і один з найкращих музеїв подібної тематики, науково-дослідницький та науково-освітній заклад.
Заклад занесено до переліку музеїв та заповідників, в яких зберігаються музейні предмети, що є державною власністю і належать до державної частини Музейного фонду України.
Музей розташований за територією парку Чернівецького національного університету імені Юрія Федьковича.
Адреса музею: Чернівці, вул. Йозефа Главки, 1.

## Історія
Чернівецький музей буковинської діаспори урочисто відкрив свої двері для відвідувачів 19 серпня 1992 року — в день першої річниці Незалежності України. Одним з перших гостей музею став тодішній генерал-губернатор Канади Роман Гнатишин, предки якого були вихідцями з Буковини.
Першим директором музею (1992—1996) був відомий український письменник Віталій Колодій.
У музеї зберігаються та експонуються документи, пов'язані з історією, розвитком та сучасним побутуванням у багатьох регіонах світу вихідців із Буковини, їхнім родоводом, взаєминами з отчим краєм, участю в становленні держав перебування, у примноженні матеріальних і духовних скарбів людства.

## Експозиція
Експозиція складається із чотирьох тематичних розділів. У першому розділі представлені матеріали про три хвилі еміграційного руху на Буковині кінця ХІХ — першої половини ХХ ст.
Експонати музею розповідають про причини масової еміграції населення краю, масштаби виїзду, фото перших переселенців, умови їх перебування в «новому краї», долі, листи до рідних, тощо.
Наступний зал експозиції присвячений діяльності буковинських громад в країнах найбільшого розселення: США, Канаді, Південній Америці, Австралії, країнах Європи.
Третій розділ висвітлює зв'язки з буковинською діаспорою на сучасному етапі: туристичні, наукові, громадсько-політичні, мистецькі. Численні документи, фото, оригінальні речі розповідають про знаних в світі вихідців з Буковини.
Останній розділ експозиції присвячений творчість відомих митців буковинської діаспори — Василя Курилика, Ярослава Паладія, Теофіла Вірсти, Петра Мегика, Ксенії Колотило.